# Bitwa o Bir Tamila
Bitwa o Bir Tamila – bitwa stoczona pomiędzy Siłami Obronnymi Izraela, a siłami  zbrojnymi Egiptu o osady Bir 'Asluj i Bir Tamila, położone przy strategicznej drogi z Beer Szewy na południe pustyni Negew, w kierunku granicy z Egiptem. Do bitwy doszło podczas I wojny izraelsko-arabskiej w dniach 25-26 grudnia 1948. Bitwa stanowiła część operacji Horew i zakończyła się zwycięstwem Izraelczyków.

## Tło wydarzeń
Bir 'Asluj była małym centrum należącym do beduińskiego plemienia Azzazma. Składało się ono z niewielkiego rynku, studni, młyna oraz posterunku policji. Było ono położone przy strategicznym skrzyżowaniu dróg w centralnej części pustyni Negew. Z północy na południowy zachód prowadzi tędy droga z Beer Szewy do granicy z Egiptem. Natomiast z północnego zachodu na południowy wschód prowadzi droga ze Strefy Gazy do Ejlatu (w tamtym czasie jeszcze nie istniała droga w kierunku na Ejlat). Był to niezwykle ważny strategicznie punkt, który umożliwiał kontrolowanie drogi łączącej Izrael z półwyspem Synaj. Podczas I wojny światowej Turcy wybudowali w pobliżu tego miejsca linię kolejową umożliwiającą im transport wojsk. W okresie brytyjskiego Mandatu Palestyny istniał tutaj posterunek wojskowy. Gdy w listopadzie 1947 wybuchła wojna domowa w Palestynie rejon Bir 'Asluj i sąsiedniego podobnego centrum Bir Tamila, były obszarem działania beduińskich milicji. Ich działania były wymierzone głównie przeciwko żydowskim liniom komunikacyjnym prowadzącym do położonego około 4 km na północny zachód kibucu Rewiwim. Gdy wybuchła I wojna izraelsko-arabska, cały ten obszar zajął oddział egipskich ochotników Bractwa Muzułmańskiego. Kilkakrotnie atakowali oni kibuc Rewiwim. Prowadząca tędy droga była wykorzystywana przez armię egipską do transportu uzupełnień i zaopatrzenia z głównej bazy w Al-Arisz dla wschodniego skrzydła wojsk operujących w obszarze Hebronu i Betlejem.
W nocy z 10 na 11 czerwca 1948, siły 8 Batalionu z Brygady Negew podjęły próbę przejęcia kontroli nad strategicznym skrzyżowaniem dróg i odblokowania kibucu Rewiwim. Atak przeprowadzono w noc poprzedzającą wejście w życie pierwszy rozejm, licząc na to, że zajęte pozycje przerwą egipską linię zaopatrzeniową. Rajd przeprowadzono przy wykorzystaniu jeepów, zyskując w ten sposób element zaskoczenia przeciwnika. W krótkim starciu zginęło 5 Izraelczyków i 25 Egipcjan, wzięto także 14 jeńców. Jednak, gdy izraelscy żołnierze weszli do posterunku policji, okazało się, że był on zaminowany. W wybuchu zginęło kolejnych 10 Izraelczyków. Rankiem weszło w życie zawieszenie broni. Egipcjanie prawie natychmiast utworzyli swoje pozycje obronne po drugiej stronie drogi, a następnie utworzyli nową drogę, która znajdowała się poza zasięgiem izraelskiego ognia. Gdy w lipcu nastąpiło wznowienie walk, Egipcjanie zaatakowali 18 lipca izraelskie pozycje w Bir 'Asluj, zostali jednak odparci. Pobliski kibuc Rewiwim został wówczas zbombardowany z powietrza. W październiku Izraelczycy przeszli do kontrofensywy i w trakcie operacji Jo’aw (15-22 października) zajęli miasto Beer Szewa, przejmując inicjatywę. W rejonie wioski al-Faludża znalazła się w okrążeniu egipska 4 Brygada. Kolejne operacje systematycznie zmniejszały obszar kontrolowany przez Arabów na Negewie. W dniu 9 listopada operacja Szmone przyniosła zdobycie strategicznego fortu Irak Suwajdan. W dniach 23-25 listopada przeprowadzono operację Lot, w trakcie której oczyszczono z sił arabskich północno-wschodnią część pustyni Negew oraz przywrócono komunikację z Morzem Martwym. Kolejna operacja Asaf (5-7 grudnia) przyniosła udaremnienie egipskich planów przejęcia kontroli nad zachodnim Negewem i przygotowała pozycje wyjściowe do kolejnych operacji zaczepnych w obszarze Strefy Gazy.
Izraelskie dowództwo zdawało sobie sprawę, że zbliża się koniec wojny. Dlatego strategiczną koniecznością wydawało się poszukiwanie jak najszybszych rozwiązań na Negewie, tak aby przeszkodzić zatrzymaniu tych terenów przez Egipt. Z tego powodu przygotowano plan operacji Horew, której celem miało być usunięcie wszystkich wojsk egipskich z granic Palestyny. Plan zakładał, że najsilniejsze egipskie umocnienia znajdują się w obszarze nadmorskiej Strefy Gazy, dlatego zrezygnowano z podejmowania wyczerpujących i zapewne bardzo krwawych walk w tym rejonie. Zamierzano przeprowadzić śmiały manewr oskrzydlający, aby przeciąć linie zaopatrzeniowe pomiędzy Rafah a Al-Arisz. Wojska egipskie w Strefie Gazy zostałyby okrążone, a izraelskie kolumny miałyby otwartą drogę do Kanału Sueskiego. Zakładano, że taka sytuacja zmusi egipski rząd do rozmów pokojowych i przyjęcia korzystnych warunków porozumienia kończącego wojnę. Szef Południowego Dowództwa generał Jigal Allon planował przy tym wkroczyć na półwysep Synaj i zająć portowe miasto Arisz, w którym znajdowały się główne magazyny zaopatrzeniowe egipskiego korpusu ekspedycyjnego. Główne natarcie miała przeprowadzić 8 Brygada Pancerna. Jej celem było dotarcie poprzez półwysep Synaj do miasta Arisz. Nie zamierzano jednak nacierać wzdłuż mocno bronionej drogi Beer Szewa – Bir 'Asluj – Audża al-Hafir, i zamiast tego poprowadzić atak starą pustynną drogą nazywaną szlakiem kadzidlanym. Aby ułatwić to natarcie, Brygada Negew i Brygada Harel otrzymały zadanie opanowania 18 egipskich pozycji obronnych, które rozciągały się pomiędzy Rafah na zachodzie a Audża al-Hafir na wschodzie. Sześć z nich (nr 13-18) znajdowało się w rejonie beduińskiego centrum Bir Tamila. Cztery (nr 13-16) z nich tworzyły kształt strzały, i były zlokalizowane bezpośrednio przy strategicznym skrzyżowaniu dróg. Pozycja nr 17 znajdowała się bezpośrednio w centrum Bir Tamila, a pozycja nr 18 na przedpolu centrum Bir 'Asluj. Pozycje te miała zdobyć Brygada Negew. Plan przewidywał przeprowadzenie oskrzydlających manewrów wzdłuż drogi prowadzącej z Beer Szewy do Audża al-Hafir.

## Układ sił

### Siły arabskie
Linię graniczną od Rafah po Audża al-Hafir obsadziły dwa bataliony piechoty z 1 Brygady, pod dowództwem Fouada Hosni. W obszarze pomiędzy Audża al-Hafir a Bir 'Asluj, na południe od Beer Szewy pozycje zajął batalion piechoty, którego poszczególne kompanie zajęły samodzielne punkty obronne położone wzdłuż całej drogi. W przypadku izraelskiego ataku nie planowano podejmowania żadnych kontrataków lub udzielania pomocy, pozostawiając izolowane punkty oporu same sobie. Znajdująca się z tyłu strategiczna droga łącząca miasto Al-Arisz z Audża al-Hafir była ochraniana przez wzmocniony batalion, stanowiący jednocześnie odwód. Dodatkowo, w rejonie miasta Arisz znajdował się batalion rezerwowy i jednostka artylerii przeciwlotniczej pod dowództwem Abdulhamida Badran.
Na krótko przed rozpoczęciem izraelskiej ofensywy, Egipcjanie przenieśli z tego odcinka do Strefy Gazy dwa bataliony piechoty. Wynikało to z faktu, że egipskie dowództwo spodziewało się izraelskiego natarcia bezpośrednio na Strefę Gazy. Nie świadomie osłabiono w ten sposób obronę odcinka, który w rzeczywistości stał się celem izraelskiej ofensywy.

### Siły żydowskie
Do przeprowadzenia natarcia na obszar Bir Tamila wyznaczono 7 i 9 Batalion z Brygady Negew.

## Przebieg operacji

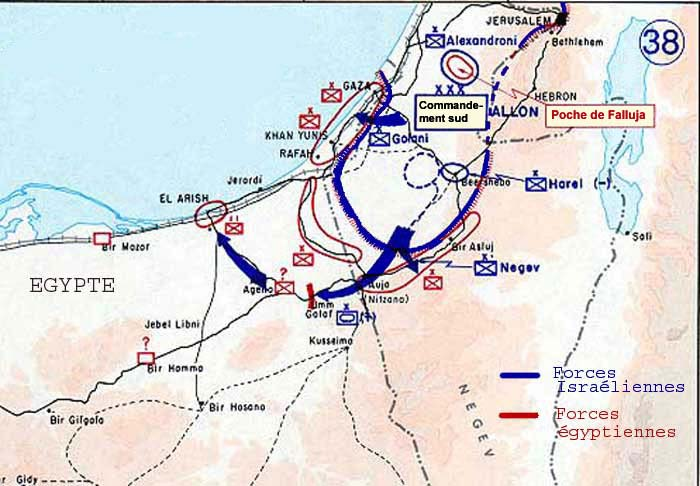
Przebieg operacji Horew

Operacja Horew rozpoczęła się w nocy z 22 na 23 grudnia 1948, od dywersyjnego ataku Brygady Golani na Strefę Gazy, który przekształcił się w bitwę o Wzgórze 86. Bitwa zakończyła się porażką nacierających, jednak atak utwierdził egipskie dowództwo w przekonaniu, że główny kierunek izraelskiego natarcia będzie skierowany na Strefę Gazy. Kiedy Egipcjanie przeszukali ciała zabitych, znaleźli przy nich dokumenty i mapy utwierdzające ich w tym przekonaniu. Jeden z egipskich oficerów napisał w swoim raporcie: 
„Izraelski cel zdobycia pozycji był jasny: rozdzielić i zniszczyć siły ekspedycyjne w Strefie Gazy i tym samym powtórzyć tragedię al-Faludża. Zdobycie tej pozycji oznaczałoby ewakuację dużej części frontu, tak jak było w przypadku, gdy Żydzi zaatakowali stanowisko o podobnym znaczeniu w obszarze Bajt Hanun. We wszystkich swoich ostatnich atakach, Żydzi atakowali węzły komunikacyjne aby rozdzielić i rozproszyć egipską armię. To było również celem ataku na Wzgórze 86”.

### Preludium
Główna część operacji Horew miała się rozpocząć w nocy z 23 na 24 grudnia 1948, jednak silny deszcz spowodował, że boczne pustynne trakty stały się nieprzejezdne. Wymusiło to na dowództwie opóźnienie terminu rozpoczęcia ataku, natomiast Korpus Inżynieryjny pośpiesznie przygotowywał nową drogę na głównym kierunku natarcia. Opóźnienie wyniosło 48 godzin, i w dniu 25 grudnia przygotowujące się do ataku oddziały osobiście odwiedził Dawid Ben Gurion.
Przed południem 25 grudnia, kompania piechoty Brygady Negew zajęła opuszczone egipskie pozycje al-Mushrifa (położone na południowy zachód od Bir 'Asluj). Dzięki niefrasobliwości Egipcjan zdołano się tutaj podłączyć pod ich linie telefoniczne i podsłuchać prowadzone rozmowy.

### Bitwa
Grupa uderzeniowa przeznaczona do ataku na Bir Tamila wyruszyła z Haluza 25 grudnia o godzinie 17:00. Zajął on pozycje pomiędzy wadi potoku Besor a wadi potoku Rewiwim. Jako pierwszy o godzinie 20:30 natarcie rozpoczął 7 Batalion. Jego główne siły zaatakowały egipską pozycję nr 17 znajdującą się bezpośrednio w centrum Bir Tamila. Natomiast mniejszy oddział, złożony z zagranicznych ochotników (tzw. Francuskie Komando) zaatakował pozycję nr 13 na skrzyżowaniu. Główne siły zdołały prawie bez walki wedrzeć się do samego środka Bir Tamila, przejmując pełną kontrolę nad pozycją do godziny 23:30. W międzyczasie Francuskie Komando opanowało pozycję nr 13, jednak sąsiednie jednostki egipskie przeprowadziły kontratak. Żydowscy żołnierze znajdowali się w bardzo ciężkiej sytuacji, aż około godziny 1:30 w nocy otrzymali wzmocnienie. Pomimo to, połowa żołnierzy była zabita lub ranna. W tej sytuacji podjęto decyzję o wycofaniu się z pozycji nr 13. Wsparciem Francuskiego Komanda miał być zmechanizowany 9 Batalion, który jednak utknął na grząskich traktach pustynnych i nie zdołał dotrzeć na czas w rejon prowadzonych walk. Wycofujący się żołnierze, ukryli kilku swoich rannych kolegów pod starym mostem kolejowym, mając nadzieję, że zdołają ich szybko ewakuować.
Przed świtem 26 grudnia w pobliże skrzyżowania dotarł wreszcie 9 Batalion, który natychmiast przeprowadził natarcie na utraconą pozycję nr 13. Transportery opancerzone przeprowadziły manewr oskrzydlający, i pomimo że dwa pojazdy zostały uszkodzone przez wybuchy min, do godziny 4:30 rano przejęły kontrolę nad pozycją nr 13. Natychmiast po tym, wbito się klinem pomiędzy pozycje nr 14 i nr 15, wywołując zamieszanie wśród Egipcjan. Wykorzystując to, niewielkia grupa żołnierzy zdobyła śmiałym atakiem pozycję nr 14. Następnie pluton poruszający się jeepami otoczył Egipcjan od wschodu i pomógł w zdobyciu pozycji nr 15 i nr 16. Do godziny 9:00 zdobyta została całość egipskich pozycji obronnych w obszarze Bir Tamila. Egipcjanie porzucili pozycję nr 18, i uciekali na południe w kierunku Audża al-Hafir. Wykorzystując zamieszanie, ominęli oni zastawioną po drodze pułapkę i uniknęli zniszczenia w okrążeniu. Żołnierze Francuskiego Komanda powrócili w celu odnalezienia swoich rannych kolegów, jednak zostali oni zabici. Ich ciała był okaleczone. W porywie zemsty, zabili oni kilku egipskich jeńców wojennych. W rezultacie ich jednostka została rozwiązana.

## Reakcje i następstwa
Bitwa zakończyła się zwycięstwem Izraelczyków, którzy opanowali kluczowe pozycje obronne Egipcjan oraz oczyścili drogę z Beer Szewy prawie do granicy. Działanie to zabezpieczyło wschodnie skrzydło nacierających izraelskich wojsk, umożliwiając 8 Brygadzie Pancernej realizację planu operacji Horew i przystąpienie do bitwy o Audżę.